# Geschichte der Stadtoberhäupter von Bielefeld

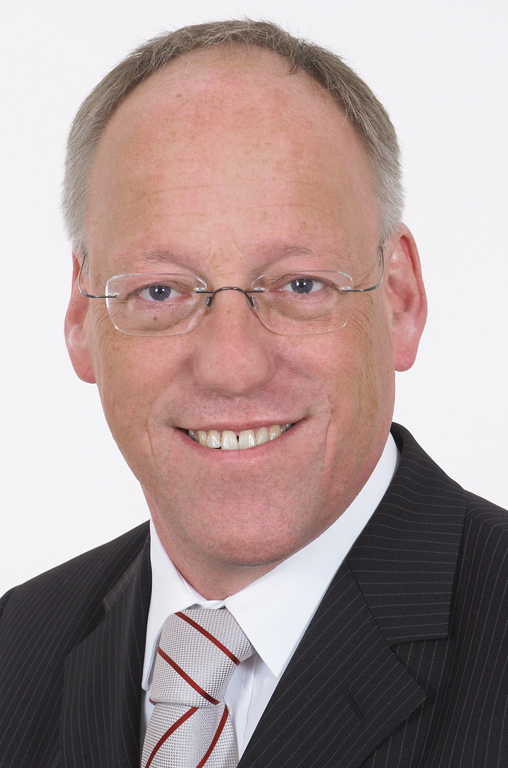
Der aktuelle Oberbürgermeister Pit Clausen, 2009

Dieser Artikel beschreibt die Geschichte der Stadtoberhäupter von Bielefeld. An der Spitze der Altstadt Bielefeld stand zunächst der vom Landesherrn ernannte Richter. Doch ist seit 1243 auch ein Rat nachweisbar, der zugleich das Schöffenkollegium bildete. Vorsitzender war ein eigens eingesetzter Richter. Ein Bürgermeister wird zuerst 1265 genannt. Später gab es einen sitzenden und einen „alten Rat“. In der Neustadt ist seit 1317 ein Rat mit einem Bürgermeister genannt. Der Rat hatte sieben bis neun Mitglieder. Nach der Zusammenlegung beider Städte 1510 wurde 1520 auch die Verwaltung neu organisiert. Danach wurde jährlich der Bürgermeister ernannt und der Rat gewählt. Ab dem 16. Jahrhundert waren Teile des Rats zugleich Schöffen. 1719 wurde vom preußischen König eine Neuordnung des Magistratskollegiums verfügt. Der Magistrat bestand danach aus zwei Bürgermeistern, einem Kämmerer, einem Sekretär, vier Ratsherren und sechs Vorstehern. Diese Verwaltungsorganisation wurde erst mit der Einführung der revidierten Städteordnung 1831 geändert. An der Spitze der Stadt stand danach der Bürgermeister, der später den Titel Oberbürgermeister erhielt.

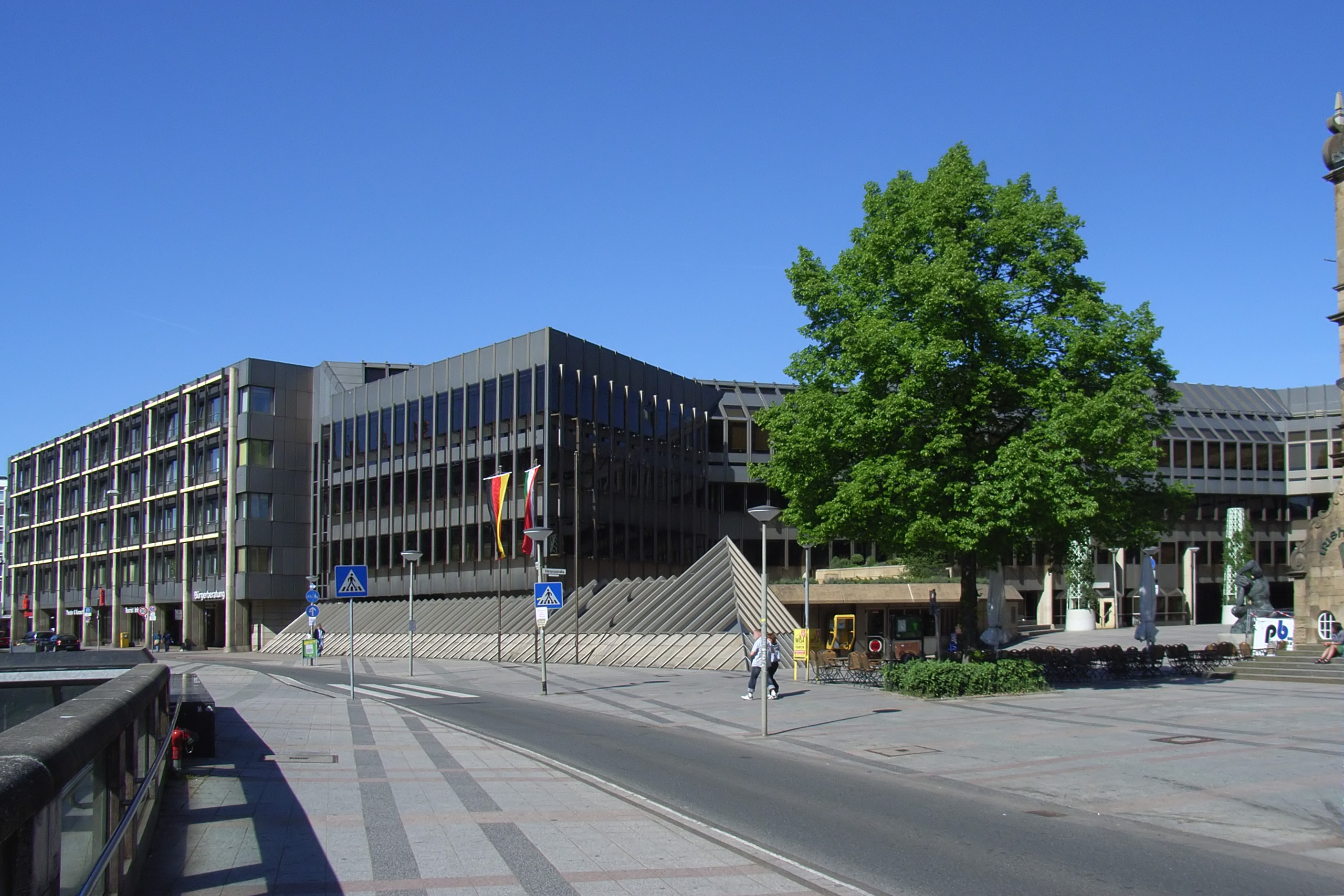
Neues Rathaus

Während der Zeit des Nationalsozialismus wurde der Oberbürgermeister von der NSDAP eingesetzt. Nach dem Zweiten Weltkrieg setzte die Militärregierung der Britischen Besatzungszone einen neuen Oberbürgermeister ein, und 1946 führte sie die Kommunalverfassung nach britischem Vorbild ein. Der Rat wählte anfangs aus seiner Mitte den Oberbürgermeister als Vorsitzenden und Repräsentanten der Stadt, der ehrenamtlich tätig war. Außerdem wählte der Rat ab 1946 ebenfalls einen hauptamtlichen Oberstadtdirektor als Leiter der Stadtverwaltung.
Seit 1994 gibt es nur noch den hauptamtlichen Oberbürgermeister. Dieser ist oberster Repräsentant der Stadt, Vorsitzender des Rates und Leiter der Stadtverwaltung. Er wird seit 1999 direkt von den Wahlberechtigten gewählt.

## Bürgermeister
- 1780–1812: Florens Consbruch
- 1812–1817: Conrad Wilhelm Delius
- 1817–1831: Ernst Friedrich Delius
- 1831–1834: Adam Junkermann (kommissarisch, da Jakob Dietrich Kurlbaum nicht anerkannt wurde)
- 1835–1853: Friedrich Wilhelm Eduard Körner
- 1853–1857: Friedrich Clairant Krohn
- 1857–1881: Ludwig Huber
- 1881–1910: Gerhard Bunnemann

## Oberbürgermeister (ab 1930)
- 1910–1932: Rudolf Stapenhorst
- 1932–1935: Paul Prieß
- 1935–1945: Fritz Budde, NSDAP
- 1945–1946: Josef Niestroy
- 1946–1952: Artur Ladebeck, SPD
- 1952–1954: Hermann Kohlhase, FDP
- 1954–1961: Artur Ladebeck, SPD
- 1961–1962: Rudolf Nierhoff, CDU
- 1963–1975: Herbert Hinnendahl, SPD
- 1973–1973: Hanns Winter, (Staatskommissar, hatte auch die Funktion des Oberbürgermeisters)[1]
- 1975–1989: Klaus Schwickert, SPD
- 1989–1994: Eberhard David, CDU
- 1994–1999: Angelika Dopheide, SPD
- 1999–2009: Eberhard David, CDU
- seit 21. Oktober 2009: Pit Clausen, SPD

## Oberstadtdirektoren
Von 1946 bis 1994 gab es in Bielefeld eine Doppelspitze aus hauptamtlichem Oberstadtdirektor und ehrenamtlichem, repräsentativen Oberbürgermeister nach britischem Vorbild.
- 1946–1959: Eberhard Vincke
- 1959–1974: Heinz-Robert Kuhn
- 1974–1978: Herbert Krämer
- 1978–1983: Eberhard Munzert
- 1984–1987: Klaus Meyer
- 1987–1994: Volker Hausmann